# Eberhard Grein
Eberhard Grein (* 5. Mai 1959 in Hildesheim) ist ein deutscher Wirtschaftswissenschaftler, Autor und Offizier (Oberst d. R.).

## Leben
Grein war Offizier in der Panzertruppe der Bundeswehr und durchlief verschiedene Truppen- und Stabsverwendungen. Er studierte Betriebswirtschaftslehre an der Universität der Bundeswehr München und der Hochschule St. Gallen sowie Politikwissenschaften an der Hochschule für Politik München und Sinologie an der Ludwig-Maximilians-Universität München. Als Reserveoffizier wurde er am Zentrum für Nachrichtenwesen der Bundeswehr ausgebildet und u. a. als Verteidigungsattaché und im Bundesministerium der Verteidigung verwendet. Er ist Oberst der Reserve. Grein ist Stellvertretender Vorsitzender der Bayerischen Landesgruppe im Verband der Reservisten der Deutschen Bundeswehr und dort seit 1998 Beauftragter für Presse- und Öffentlichkeitsarbeit. 2012 gründete er das DialogForum Sicherheitspolitik, das er seitdem leitet.
1992 begann Grein eine Tätigkeit bei Siemens, wo er derzeit als Führungskraft in der Presseabteilung arbeitet.

## Lehrtätigkeit
Von 1992 bis 2006 war Grein Dozent im Fachhochschulstudiengang Betriebswirtschaft an der Universität der Bundeswehr München. 2003 wurde Grein an der Comenius-Universität Bratislava mit der Dissertation Ways into a new social market economy. Analytical approaches for the democratically legitimized states in Central and Eastern Europe with special reference to the work of Oswald von Nell-Breuning promoviert. Außerdem machte er einen Abschluss als Geprüfter PR-Berater (DPRG/GPRA) an der Akademie für Führung und Kommunikation in Frankfurt am Main. Seit 2006 lehrt er an der FOM – Hochschule für Oekonomie und Management und der Fachhochschule Nordhessen. An der Fachhochschule Nordhessen ist er seit 2016 Leiter des Studienzentrums München. Er ist Lehrbeauftragter an chinesischen und russischen Universitäten, so an der Staatlichen Landesuniversität Moskau, wo er bereits seit einigen Jahren Vorlesungen hält. 2009 ernannte ihn die Staatliche Universität Russland für Tourismus und Services am Lehrstuhl für Wirtschaft und Unternehmertum zum Ehrenprofessor.

## Privates
Grein ist geschieden und Vater von drei Kindern. Seine persönlichen Interessen liegen im Bereich des politischen Zeitgeschehens, der Klassischen Musik, des Sports und Yoga sowie des Publizierens geistes- und wirtschaftswissenschaftlicher sowie sicherheitspolitischer Texte.
Grein ist u. a. Mitglied der Deutschen Gesellschaft für Auswärtige Politik, des Deutsch-Russischen Forums, der Stiftung Mozarteum Salzburg und der Hölderlin-Gesellschaft.
Er ist Biograph des weltbekannten Sozialethikers, Nationalökonomen und Jesuiten Oswald von Nell-Breuning.

## Auszeichnungen
- 2007: Ehrenkreuz in Gold des Bundesministers der Verteidigung
- 2009: Dankmedaille des Chefs des Generalstabs der ungarischen Armee
- 2015: Bundesverdienstkreuz am Bande

## Schriften (Auswahl)
- Soldat und Ethik. Mit einem Vorwort von Franz Uhle-Wettler, EOS, St. Ottilien 1988, ISBN 3-88096-709-1.
- Ways into a new social market economy. Analytical approaches for the democratically legitimized states in Central and Eastern Europe with special reference to the work of Oswald von Nell-Breuning (= Europäische Hochschulschriften. Reihe 5. Volks- und Betriebswirtschaft. Band 3066). Lang, Frankfurt am Main u. a. 2004, ISBN 3-631-52491-9.
- Ich war immer Opposition, Oswald von Nell-Breuning -Visionen werden Wirklichkeit, EOS, St. Ottilien 2005, ISBN 978-3-8306-7216-6.
- Für die soziale Marktwirtschaft. Oswald von Nell-Breuning – Reformer und Jesuit. Mit einem Vorwort von Reinhard Kardinal Marx, 2. erneuerte Auflage, EOS, Sankt Ottilien 2011, ISBN 978-3-8306-7470-2.